# Parallelo (simbolo)

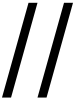

Il parallelo (//) è un simbolo tipografico di tipo matematico-geometrico; graficamente, esso è formato da una coppia di barre oblique (slash), tra di loro poco distanti, i cui prolungamenti non si toccano in nessun punto (//). Talvolta può capitare di trovare un simbolo differente, formato da due barre verticali (||): questa non è una scrittura molto rara. Quando in un testo matematico si trova questo simbolo, relativamente a rette oppure a superfici, esso deve essere letto come "parallelo"; questa parola ha una chiara etimologia greca, secondo la quale essa deriverebbe dai termini parà allélois, che significano appunto l'uno di fronte all'altro: è in questa posizione, infatti, che si trovano due entità geometriche tra di loro parallele.

## Utilizzo

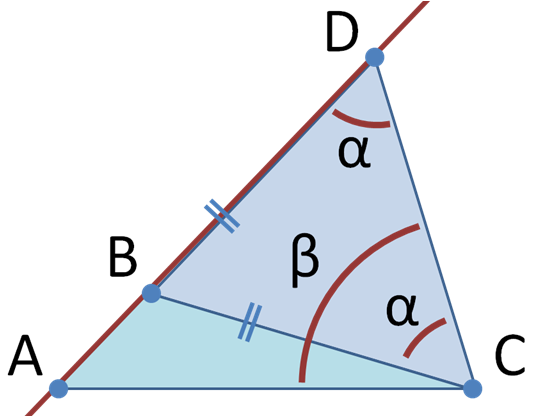
Utilizzo del simbolo per indicare due segmenti di uguale misura

In matematica una scrittura come la seguente indica che le due rette r e s sono parallele, ovvero che non si toccano in alcun punto e mantengono sempre la stessa distanza l'una dall'altra: {\displaystyle r\|s}. Anche le superfici possono essere parallele, e fondamentalmente la scrittura utilizzata per indicarlo non cambia: basta porre al posto dei simboli delle rette (r e s) quelli dei piani (solitamente lettere greche minuscole, quali α o β).
Molto connesso al principio di parallelismo, ma fondamentalmente diverso da esso, è quello di rette sghembe.
In geometria tale simbolo può essere utilizzato per indicare due segmenti di uguale misura (ad esempio i lati uguali di un triangolo isoscele).
In elettrotecnica il simbolo indica una connessione in parallelo di due bipoli, e il suo valore risultante. Ad esempio, per due resistenze:
{\displaystyle R_{1}\|R_{2}={\cfrac {R_{1}\cdot R_{2}}{R_{1}+R_{2}}}}